# De twee koningskinderen

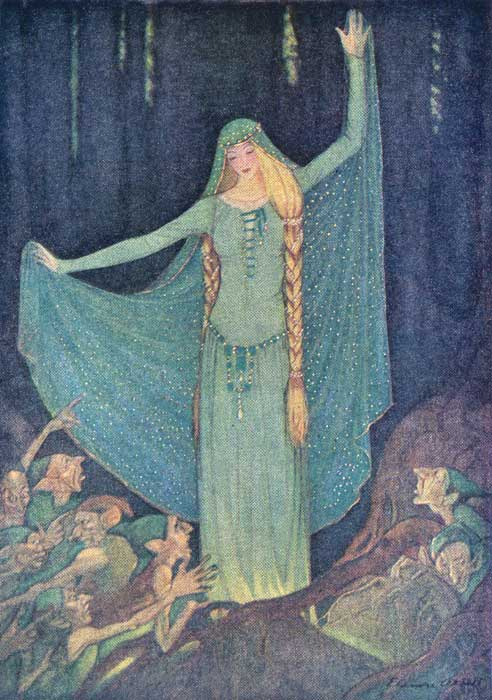
Scène uit De twee koningskinderen (1920)

De twee koningskinderen is een sprookje uit Kinder- und Hausmärchen, de verzameling van de gebroeders Grimm, met als nummer KHM113. De oorspronkelijke naam is De beiden Künigeskinner.

## Verhaal
In de sterren staat geschreven dat het zoontje van de koning door een hert zal worden gedood als hij zestien jaar is. Hij gaat met de jagers op jacht en raakt de anderen kwijt. Hij ziet een groot hert, maar schiet mis. Hij volgt het hert en holt het bos uit, hij ziet een lange man op de plaats van het hert staan. Hij vertelt al zes paar glazen schaatsen verloren te zijn op jacht naar de jongen en neemt hem mee door een groot water. Ze komen bij een koninklijk paleis en eten samen. De koning vertelt dat hij drie dochters heeft en bij de oudste moet de jongen 's nachts waken van negen uur tot zes. Als de klok slaat moet hij antwoorden, anders zal hij worden gedood. Als hij antwoord geeft, krijgt hij haar als vrouw. In de slaapkamer zien ze een stenen Christoffel en de dochter vraagt het stenen beeld te antwoorden als de vader dit vraagt. Het stenen beeld knikt erg snel met zijn hoofd en de koningszoon valt in slaap op de drempel.
De volgende ochtend vertelt de koning dat de jongen de dochter nog niet als vrouw zal krijgen. Eerst moet hij een nacht bij de tweede dochter waken. In de slaapkamer staat een nog grotere stenen Christoffel en de koningsdochter vraagt het beeld elk uur te antwoorden als de vader dit vraagt. Dit beeld knikt ook met zijn hoofd en de koningszoon gaat op de drempel liggen. De volgende ochtend vertelt de koning dat de jongen een nacht bij de derde dochter moet waken. Opnieuw zal hij elk uur langskomen en in deze slaapkamer staat een nog grotere stenen Christoffel. Het beeld knikt wel een half uur met zijn hoofd als de koningsdochter vraagt te antwoorden als de vader langskomt en de koningszoon valt op de drempel in slaap. De koning wil de volgende ochtend dat de koningszoon zijn bos omkapt, hij krijgt van zes uur 's ochtends tot 's avonds zes de tijd. De jongen krijgt een glazen bijl, wig en houweel mee. Bij de eerste klap slaat hij de bijl kapot en ook de wig verbrijzelt. Hij begint te huilen.
's Middags wil de koning dat zijn dochters eten brengen, maar de oudste twee weigeren. De jongste gaat naar de koningszoon en luist de jongen, waarna hij in slaap valt. Ze pakt haar doek en legt er een knoop in. Ze slaat driemaal op de grond en zegt "werksters naar buiten", waarna aardmannetjes verschijnen en het bos wordt omgekapt. Na drie uur is al het hout opgestapeld en het meisje slaat met haar witte doek op de grond, waarna de aardmannetjes weer verdwijnen. De koningszoon wordt wakker en ziet dat het bos is omgekapt. De koning wil dan dat de jongen de vijver leegbaggert en geeft hem de volgende dag een glazen schep. De jongen komt bij de vijver en de schep breekt af in de modder. Ook zijn houweel gaat kapot en hij wordt verdrietig. De jongste dochter brengt hem voedsel en hoort dat het slecht met hem gaat. Ze zegt zoete woordjes en luist hem, waarna hij opnieuw in slaap valt.
Met haar doek roept ze opnieuw de aardmannetjes op en de vijver wordt uitgebaggerd zodat je jezelf kan spiegelen in het oppervlak en de vissen kan zien. De aardmannetjes voltooien het werk binnen twee uur en het meisje slaat driemaal op de grond met haar doek, waarna ze weer verdwijnen. De koningszoon wordt wakker en vertelt de koning dat het werk gedaan is. De koning wil dan dat de jongen de struiken op een grote berg omhakt. Er moet bovendien een groot kasteel gebouwd worden, met huisraad en alles erbij. De jongen krijgt een glazen bijl en boor mee en gaat naar de eerste doornstruik. De bijl springt in scherven en de boor is onbruikbaar. Hij wordt verdrietig en 's middags komt zijn geliefde met voedsel langs. Hij vertelt zijn nood en ze luist hem, waarna hij in slaap valt. Het meisje laat de aardmannetjes verschijnen en de struiken worden omgehakt. Het kasteel wordt gebouwd en ingericht. Na het werk laat de koningsdochter de aardmannetjes verdwijnen.
De koningszoon wordt wakker en gaat naar de koning. De koning vertelt dat de jongen niet met de jongste dochter kan trouwen, voordat de oudste twee aan de man zijn geraakt. Het paar is erg verdrietig en vlucht. De vader achtervolgt hen en het meisje verandert de koningszoon in een doornstruik en zichzelf in een roos. Als de vader de roos wil plukken, prikt de doorn in zijn vinger en hij moet naar huis. De koningin vertelt dat de struik wel zou zijn meegekomen als de koning de roos geplukt had. De vader vertrekt, maar het tweetal is al verdergegaan. Het meisje verandert de jongen in een kerk en zichzelf in een pastoor. De koning komt bij de kerk en ziet de pastoor op de kansel staan. Hij luistert naar de preek en gaat naar huis. Hij vertelt zijn vrouw wat er is gebeurd en ze zegt dat de kerk wel mee was gekomen als hij de pastoor had meegenomen.
De koningin gaat dan zelf op zoek en ze ziet het tweetal. Het meisje verandert de jongen in een vijver en zichzelf in een vis. De koningin wil de vis vangen en drinkt de vijver leeg, maar moet overgeven en spuugt alles weer uit. Daarna vraagt de moeder of ze bij haar willen komen en dit doen ze. De koningin geeft haar dochter drie walnoten en zegt dat ze deze moet gebruiken als ze in nood verkeert. De jonge mensen trekken verder en na tien uur komen ze bij het kasteel van de koningszoon. Hij laat haar wachten en vertelt dat ze met een koets en dienaren gehaald zal worden. In het kasteel is iedereen blij en hij vertelt over zijn bruid. De paarden worden ingespannen en zijn moeder kust hem, waarna hij alles vergeet. De moeder laat de paarden weer uitspannen en iedereen gaat naar binnen. Het meisje wacht in het dorp en komt na een tijd in dienst bij de molen van het kasteel.
De koningsdochter ziet haar op een dag en vindt het een mooi meisje, maar ze heeft een bruid van ver voor haar zoon gekozen. De mensen stromen samen als de bruid in aantocht is en het meisje vraagt de molenaar of ze ook mag gaan. Ze maakt een walnoot open en ziet een prachtige jurk en gaat naar de kerk. Het meisje staat vlak bij het altaar en als de bruid haar ziet, wil zij de jurk voordat ze trouwt. Het paar gaat naar huis en de bruid hoort dat het meisje de jurk wel wil ruilen voor een nacht voor de deur van de koningszoon. Ze stemt toe, maar geeft haar dienaren de opdracht een slaapdrank aan de bruidegom te geven. Het meisje jammert de hele nacht en vertelt over het bos, de vijver, het kasteel op de berg en de metamorfoses.
De volgende ochtend trekt de bruid de jurk aan en gaat naar de kerk met haar bruidegom. Het meisje maakt de tweede walnoot open en gaat met een nog mooiere jurk naar de kerk. De bruid ziet de jurk en wil deze ook voordat ze trouwt, waarna het paar naar huis gaat. Opnieuw mag het meisje voor de deur van de koningszoon verblijven en de bruid wil dat de dienaren hem opnieuw in slaap brengen. Ze geven hem echter iets om wakker te blijven en hij hoort de molenaarsmeid voor zijn deur jammeren. Hij wordt bedroefd en herinnert zich alles, maar zijn moeder heeft de deur op slot gedaan.
De volgende ochtend gaat de koningszoon snel naar zijn geliefde. Hij vertelt haar dat hij zich alles weer herinnert en hij vraagt om vergiffenis. De koningsdochter maakt de derde walnoot open en doet een nog mooiere jurk aan. Het paar rijdt naar de kerk en een heleboel kinderen brengen bloemen en leggen gekleurde linten voor hun voeten. Het huwelijk wordt ingezegend en de valse moeder en bruid moeten vertrekken. Degene die dit het laatst heeft verteld, heeft nog een warme mond.

## Achtergronden
- Het sprookje komt uit de regio rondom Paderborn en was opgetekend in het Westfaalse Nedersaksisch.
- Het is een zeer geliefd sprookje met veel motieven die ook in andere sprookjes te vinden zijn.
- De raadselachtige stenen Christoffels zijn bijzonder.
- Levenloze voorwerpen kunnen in volksverhalen vaker antwoorden, zoals de vloer van de gevangen Atarrabi uit de Baskische mythologie.
- Het gooien van voorwerpen die hindernissen worden, komt ook voor in De waternimf (KHM79) en Baas boven Baas.
- Er zijn vele soorten aardmannetjes en aanverwanten, zoals de sommeltjes, kabouters, kobolden, orks of ogers. Denk ook aan trollen en laren.
- Aardmannetjes komen vaker voor in sprookjes, zie bijvoorbeeld Het aardmanneke (KHM91) en De aardmannetjes.
- De uitroep Arweggers herut (Arbeiter heraus of werksters naar buiten) herinnert aan Aurvagur uit de Edda en Arvafur (paardennaam uit de Sigurd-sage) en het Engelse earwig (oorwormpje).
- Het motief van het ondeugdelijke gereedschap komt ook voor in De trommelslager (KHM193).
- Driemaal een gedaanteverwisseling op de vlucht komt ook voor in Vondevogel (KHM51), Vrijer Roland (KHM56), De waternimf (KHM79) en De stukgedanste schoentjes (KHM133).
- Het spreken met de vader of het kussen van de moeder is het teruggaan naar het verleden en het vergeten van het heden. In sprookjes is het een kwaad. Zie ook De gouden vogel (KHM57), De ijzeren kachel (KHM127) en De trommelslager (KHM193).
- Het vergeten van de ware bruid komt ook voor in Vrijer Roland (KHM56), De zingende springende leeuwerik (KHM88), De koning van de gouden berg (KHM99), De ware bruid (KHM186) en De trommelslager (KHM193).
- Drie toverdingen komen ook voor in Tafeltje dek je, ezeltje strek je en knuppel uit de zak (KHM36), De ransel, het hoedje en het hoorntje (KHM54), De gouden gans (KHM64), De koning van de gouden berg (KHM92), De raaf (KHM93), De jood in de doornstruik (KHM110), De ijzeren kachel (KHM127), De waternimf in de vijver (KHM181) en Het klosje, de schietspoel en de naald (KHM188).
- Het grappige einde, dat de toehoorder weer terugbrengt in de normale wereld, komt vaak voor in de volkstraditie. Zie ook Hans viert bruiloft (KHM84), Het aardmanneke (KHM91), Het snuggere snijdertje (KHM114) en De zes dienaren (KHM134).
- De voorspelling in de sterren doet denken aan de voorspelling tijdens het doopfeest van Doornroosje (KHM50), ook het prikken aan een doorn en het omkappen van de doornstruiken op de berg doen aan dit sprookje denken. In de versie van Perrault is een vrouwelijke Oger aanwezig.
- In De Didibri-Draken wordt met obia-middelen gegooid.